# Andy Kirk
Andy Kirk, właśc. Andrew Robert Kirk (ur. 29 maja 1979 w Belfaście) – północnoirlandzki piłkarz występujący na pozycji napastnika oraz trener.

## Kariera klubowa
Kirk rozpoczął swoją zawodową karierę piłkarską w 1995 roku w Glentoranie. W sezonach 1995/1996 oraz 1997/1998 zdobył z tym zespołem Puchar Irlandii Północnej. W 1998 roku przeniósł się do szkockiego Heart of Midlothian. W Scottish Premier League zadebiutował 27 lutego 1999 roku w przegranym 0:2 pojedynku z Aberdeen. W sezonie 1999/2000 zajął z zespołem 3. miejsce w lidze. Pierwszego gola w Scottish Premier League strzelił 1 października 2000 w wygranym 3:0 spotkaniu z Motherwell. W sezonie 2002/2003 ponownie zakończył rozgrywki z klubem na 3. miejscu.
Latem 2004 roku Kirk przeniósł się do angielskiego Bostonu United z League Two. W marcu 2005 przeszedł z kolei do ligowego rywala –Northampton Town. W 2006 roku awansował z tą drużyną do League One. W styczniu 2008 dołączył do kolejnej drużyny z League One, Yeovil Town, gdzie spędził pół roku.
W lipcu 2008 Kirk wrócił do Szkocji i został zawodnikiem klubu Dunfermline Athletic, grającego w Scottish First Division. W sezonie 2010/2011 awansował z nim do Scottish Premier League, jednak w kolejnym spadł z powrotem do First Division. W 2013 roku odszedł do drużyny Alloa Athletic, także występującej w First Division. Po sezonie 2013/2014 zakończył tam karierę.
W Scottish Premier League rozegrał 149 spotkań i zdobył 42 bramki.

## Kariera reprezentacyjna
W reprezentacji Irlandii Północnej Kirk zadebiutował 26 kwietnia 2000 w przegranym 0:1 towarzyskim meczu z Węgrami. W latach 2000–2010 w drużynie narodowej rozegrał 10 spotkań.